# Godzilla kontra Mechagodzilla (film 2002)
Godzilla kontra Mechagodzilla (jap. ゴジラ×メカゴジラ Gojira X Mekagojira) – 26. film o Godzilli i czwarty w serii Shinsei. Reżyserem został Masaaki Tezuka, a scenariusz napisał Wataru Mimura.

## Fabuła
W roku 1954 Godzilla atakuje Tokio i zostaje zabity przez niszczyciel tlenu dra Serizawy, jednak naukowiec zabiera tajemnicę broni do grobu. Potem kolejne potwory atakują Japonię. Japońskie Siły Samoobrony tworzą gamę broni, m.in. działo termiczne i masery do walki z bestiami.
Rok 1999. Nagle pojawia się kolejny Godzilla. Jednostka Maserowa zostaje wysłana, aby go pokonać, jednak broń nie działa przeciwko jaszczurowi. Akane Yashiro panikuje podczas ataku i w zderzeniu z jej pojazdem na dół zbocza spada jeep, który zostaje zdeptany przez Godzillę. Choć zostaje uniewinniona, Akane zostaje oddelegowana do pracy w bibliotece.
Rząd Japonii postanawia zbudować broń, która wreszcie da radę pokonać potwora. Gdy odkrywają szkielet bestii zabitej w 1954 r., zwracają się do specjalisty od biomaszyn, dra Yuhary, aby pomógł im w projekcie. Początkowo odmawia, jednak w końcu zgadza się.
Rok 2003. Broń zostaje ukończona. Akane dowiaduje się, że awansowała na pilota Kiryu – nowego biocyborga do walki z Godzillą. Jednak jeden z jej kolegów, Hayama, odnosi się wobec niej bardzo chłodno: uważa, że to z winy Akane jej brat zginął w 1999 roku. Dowódca grupy każe mu zostawić ją w spokoju, ale Akane czuje się niepewnie na swoim stanowisku.
Podczas prezentacji Kiryu Godzilla atakuje miasto. Kiryu, wysłany przeciwko niemu, łatwo radzi sobie z potworem. Nagle, gdy Godzilla wydaje ryk, Kiryu przestaje odpowiadać. Godzilla ucieka, a samoloty transportowe chcą zabrać Kiryu do bazy. Nagle maszyna atakuje je i rusza do ataku na miasto. Próba powstrzymania go kończy się zestrzeleniem jednego z samolotów. Dopiero po godzinie moc Kiryu się wyczerpuje. Premier podejmuje decyzję o zawieszeniu programu.
Yuhara odkrywa, że wykorzystanie DNA Godzilli w Kiryu sprawiło, że w chwili, gdy słyszy ryk Godzilli, budzi się w nim dusza Godzilli sprzed 50 lat.
Podczas rozmowy Akane i Yuhary Hayama nie okazuje jej wdzięczności za uratowanie z zestrzelonego samolotu. Jednak wszyscy koledzy z drużyny i Yuhara stają murem w obronie dziewczyny. Tymczasem Sara, córka Yuhary, nie potrafi zrozumieć, czemu ludzie zmuszają Kiryu do walki z Godzillą. Yuhara wyjaśnia, że matka Sary zmarła, będąc w ciąży, dlatego jego córka jest wrażliwa na kwestię życia. Akane rozmawia z dziewczynką.
Godzilla ponownie atakuje Tokio. Ludzie starają się go powstrzymać z pomocą maserów i ciężkiej artylerii, ale bez skutku. Po spotkaniu Togashi i premiera Igarashi, zapada decyzja o użyciu Kiryu. Maszyna w ostatniej chwili ratuje szpital w Shinagawie od zniszczenia. Rozpoczyna się walka.
W czasie ataku Kiryu szykuje się do użycia Działa Zero Absolutne, gdy nagle Godzilla wywraca go; lodowaty pocisk trafia w budynki, niszcząc je, a Kiryu przestaje reagować. Akane mimo protestów rusza do maszyny, by pokierować ją ręcznie. Udaje jej się dotrzeć do Mechagodzilli, ale robotowi brakuje mocy. Zostaje ona przesłana z elektrowni.
Nagle, gdy Kiryu wstaje, znów zostaje powalony przez potwora. Akane, oszołomiona, ma halucynacje swoich kolegów, Yuhary i Sary, co dodaje jej sił do walki. Hayama, widząc, że Godzilla za chwilę znów zaatakuje, katapultuje swojego kolegę z samolotu i wystawia się na atak. Godzilla łapie samolot w pysk. Hayama żąda, aby Akane użyła Działa Zero Absolutne, ta jednak rusza na Godzillę; Kiryu wyrywa kokpit i Hayama katapultuje się, a Kiryu unosi Godzillę i gdy wpadają pod wodę – Akane używa Zera Absolutnego.
Przez chwilę w centrum operacyjnym ludzie obawiają się, że Akane nie żyje; okazuje się jednak, że Godzilla, ranny, oddala się, a Mechagodzilla – z urwaną ręką i zniszczonym Działem Zero Absolutne – wynurza się na powierzchnię. Akane wychodzi z maszyny, obserwując odchodzącego Godzillę.

## Występują
- Yumiko Shaku – por. Akane Yashiro
- Shin Takuma – Tokumitsu Yuhara
- Kana Onodera – Sara Yuhara
- Kou Takasugi – płk Togashi
- Yūsuke Tomoi – ppor. Susumu Hayama
- Akira Nakao – premier Hayato Igarashi
- Kumi Mizuno – premier Machiko Tsuge
- Junichi Mizuno – porucznik Kenji Sekine
- Yoshikazu Kanō – Hishinuma
- Takeo Nakahara – sierż. sztab. Ichiyanagi
- Kōichi Ueda – gen. Dobashi
- Midori Hagio – Kaori Yamada
- Akira Shirai – Shinji Akamatsu
- Naomasa Rokudaira – dr Gorō Kanno
- Shinji Morisue – brat Hayamy
- Misato Tanaka – pielęgniarka
- Takehiro Murata – sprzedawca
- Mitsuru Fukikoshi – spiker TV
- Hideki Matsui – on sam
- Masaaki Tezuka – oficer
- Kenji Suzuki – pilot Maseru Typ 90 #3
- Tsutomu Kitagawa – 
  - Godzilla,
  - pilot Maseru Typ 90 #1
- Hirofumi Ishigaki – 
  - Kiryu,
  - pilot MaseruTyp 90 #2

## Wyniki kasowe
Film kosztował około 8,5 mln dolarów; zarobił w Japonii w sumie 1,91 mld jenów, stając się drugim po Wielkiej bitwie potworów kasowym sukcesem Shinsei. Film w kinach obejrzało około 1,7 mln widzów.